# Adschariszqali
Der Adschariszqali (georgisch აჭარისწყალი) ist ein rechter Nebenfluss des Tschorochi in der Autonomen Republik Adscharien im Südwesten Georgiens.
Der Adschariszqali entspringt im Arsiani-Gebirge. Er fließt in überwiegend westlicher Richtung durch das Bergland. Dabei passiert er die Orte Chulo, Schuachewi und Keda. Schließlich mündet der Fluss 15 km östlich von Batumi in den Tschorochi. Die Fernstraße Batumi–Achalziche führt durch das Flusstal.
Am Unterlauf befindet sich ein Kleinwasserkraftwerk.
Der Adschariszqali hat eine Länge von 90 km. Er entwässert ein Areal von 1540 km².